# Miroslav Ivanov
Miroslav Ivanov (10. dubna 1929 Josefov nad Metují – 23. prosince 1999 Praha) byl český spisovatel a publicista, zabývající se především historií a literaturou faktu.

## Život
Narodil se do rodiny legionáře a důstojníka Antonína Ivanova (1890–1942), původním příjmením Joba (příjmení si změnil při svém vstupu do čs. legií v Rusku), z Roznberku u Brna. Za účast v protifašistickém odboji byl při heydrichiádě Antonín Ivanov zastřelen.
V roce 1948 odmaturoval Miroslav Ivanov na gymnáziu v Jaroměři. Rok pracoval v různých povoláních a poté začal studovat češtinu a dějepis na Univerzitě Karlově v Praze, kde promoval v roce 1953. Do roku 1960 byl asistentem na Filozofické fakultě UK. V šedesátých letech pracoval jako redaktor časopisu Hlas revoluce. V roce 1967 přešel na dráhu spisovatele z povolání. Věnoval se především kauzám z české historie – rukopisné spory, smrt svatého Václava a další. Byl dlouholetým předsedou Klubu autorů literatury faktu. Po roce 1989 se stal členem předsednictva Klubu Dr. Milady Horákové.
V Cibulkových seznamech je uveden jako důvěrník StB, krycí jméno Adne, evidenční číslo 15 065.
Klub autorů literatury faktu spolu s rodinou Miroslava Ivanova vyhlašuje od roku 2001 cenu Miroslava Ivanova.
V roce 1994 obdržel čestné občanství v rodné Jaroměři.

## Dílo
- Bohové odešli, 1959
- Lenin v Praze, 1960
- Historie skoro detektivní, 1961
- Slunce zašlo za mraky, 1963
- Nejen černé uniformy, 1963 (později přeprac. jako Atentát na Reinharda Heydricha)
- Modrá ozvěna, 1963
- Bengt, tvůj kamarád ze Švédska, 1964
- Anna proletářka a ti druzí
- Gaston, tvůj kamarád z Francie, 1965
- Noc hnědých stínů, 1966
- Černý dostal mat, 1967
- Tajemství RKZ, 1969
- Lenin a Praha, 1970
- Smrt na čekané, 1970
- Záhada Rukopisu královédvorského, 1970
- Labyrint, 1971
- Akce Tetřev, 1974
- Vražda Václava, knížete českého, k níž údajně došlo na dvoře bratra jeho Boleslava v pondělí po svátku svatého Kosmy a Damiána, 1975
- Martova pole, 1974
- Všude čeká dobrodružství, 1975
- A hořel snad i kámen, 1975
- Český pitaval aneb Kralovraždy, 1976
- Důvěrná zpráva o Karlu Hynku Máchovi, 1977
- Jak ledňáček bloudil Prahou, 1978
- Přípitek na Šipce, 1978
- Podivuhodné příběhy, 1979
- Atentát na Reinharda Heydricha, 1979
- Požár Národního divadla aneb Příliš mnoho náhod, 1981
- Kdy umírá vojevůdce..., 1983
- Novosvětská, 1984
- Proč se vůbec scházíme aneb O literatuře faktu bez předsudků, 1985
- Tajemství Rukopisů Královédvorského a Zelenohorského, 2000
- Nepravděpodobné příběhy aneb Jak jsem dělal literaturu faktu, 1990
- Justiční vražda aneb Smrt Milady Horákové, 1991
- Zahrada života paní Betty (později Boženy N.), 1992
- Čech v Kanadě, 1994 biografie Jiřího G. Corna
- Sága o životě a smrti Jana Bati a jeho bratra Tomáše, 1998